# 肖尔泽
肖尔泽（義大利語：Sciolze），是意大利都灵省的一个市镇。总面积11平方公里，人口1502人，人口密度136.5人/平方公里（2009年）。ISTAT代码为001262。